# Siége Perilous
Siége Perilous – trzeci album studyjny amerykańskiego zespołu powermetalowego Kamelot, wydany w 1998 przez wytwórnię Noise Records. Jest to pierwsza płyta nagrana z nowym wokalistą - Royem Khanem.
Tytuł albumu wywodzi się z legend arturiańskich - Siége Perilous to nazwa miejsca przy Okrągłym Stole przeznaczonego dla rycerza, który wyruszy po Świętego Graala i powróci z nim.

## Twórcy
- Roy Khan - śpiew
- Thomas Youngblood - gitara i chórki
- David Pavlicko - instrumenty klawiszowe
- Glenn Barry - gitara basowa
- Casey Grillo - perkusja

## Lista utworów
1. "Providence" – 5:35
2. "Millennium" – 5:15
3. "King's Eyes" – 6:14
4. "Expedition" – 5:41
5. "Where I Reign" – 5:58
6. "Rhydin" – 3:34
7. "Parting Visions" – 4:24
8. "Once a Dream" – 5:03
9. "Irea" – 4:32
10. "Siege" (instrumentalny) – 4:21
11. "One Day" (utwór dodatkowy na japońskiej wersji albumu) – 4:07